# Trombose coronariana
Trombose coronariana ou trombose coronária  é a oclusão de uma artéria coronária por um coágulo de sangue. Geralmente está associada com a uma estenose da artéria, a maior parte das vezes de origem aterosclerótica. A trombose coronária é um dos mecanismos fisiopatológicos do enfarte do miocárdio. A oclusão de uma artéria coronária leva à perda de perfusão (irrigação) do músculo cardíaco com a subsequente necrose.

## Vítimas notáveis
- Tim Russert[2]
- Benny Hill[3]
- Ralph Vaughan Williams[4]
- Theodore Roosevelt[5]
- Florence Ballard
- Clark Gable
- Lionel Conacher
- Arthur Honegger
- Gregg Toland
- Little Walter
- Nino Rota
- Jawaharlal Nehru
- Nikola Tesla[6]
- Jorge VI do Reino Unido